# Die Abenteuer des Werner Holt (Film)
Die Abenteuer des Werner Holt ist ein Schwarzweißfilm der DEFA-Gruppe Roter Kreis von Regisseur Joachim Kunert aus den Jahren 1964/1965. Er gilt neben dem 1968 erschienenen DEFA-Film Ich war neunzehn als der bekannteste Antikriegsfilm der DDR. Als Handlungsvorlage dient der 1960 erschienene erste Teil Roman einer Jugend des zweibändigen Romans Die Abenteuer des Werner Holt von Dieter Noll.

## Handlung
Das Romanende bildet die Rahmenhandlung des Films: Im Frühjahr 1945 sind die Kriegsfronten in Deutschland angekommen. Der kaum 18-jährige Werner Holt ist zusammen mit seinen Klassenkameraden Gilbert Wolzow und Christian Vetter in einem Regiment zur Verteidigung einer deutschen Kleinstadt abgestellt. Nachdem einige ihrer Vorgesetzten geflüchtet sind, übernimmt Wolzow das Kommando. Ein weiterer Vorgesetzter, der seine Position an eine andere Stelle verlagern wollte, wird von Wolzow festgenommen und soll der in der Nähe befindlichen SS als Deserteur übergeben werden. In einem provisorischen Kommandozentrum sitzt der Funker Holt und blickt auf die letzten zwei Jahre zurück.
Die erste Rückblende ist zugleich der Romananfang: Holt und Wolzow sind Gegenspieler, wobei Holt der einzige der Klasse ist, der es vermag, Wolzow Paroli zu bieten. Zur Freundschaft zwischen beiden kommt es erst, als Wolzow nach einem Streich von der Schule verwiesen werden soll, Holt jedoch die Schuld auf sich nimmt. Holt ist zwar klug, kann sich für die Schule jedoch wenig begeistern und verbringt den Sommer über seine Zeit lieber im örtlichen Freibad, zumal er von der baldigen und lange erhofften Einberufung ausgeht. Dort lernt er die etwas ältere Marie Krüger kennen, die er dazu bewegen kann, ihn zu küssen. Als er von Liebe spricht, lacht sie ihn aus und erzählt von ihrer Freundin Ruth Wagner, die erst vom SS-Freiwilligen und HJ-Führer Meißner geschwängert, dann aber eingeschüchtert wurde. Als sie keinen Ausweg aus ihrer Lage sah, beging sie Suizid; ihr Vater wurde, nachdem er gegen Meißner vorgehen wollte, nicht mehr gesehen.
Bei Familie Wolzow herrscht Trauer, Oberst Phillip Wolzow ist gefallen. Während dies seine Frau sehr mitnimmt, kommt sein Sohn Gilbert recht schnell darüber hinweg und macht Holt mit seinem Onkel bekannt, einem Generalmajor der Luftwaffe. Während Holt und Wolzow die Sachen des gefallenen Offiziers durchstöbern und mehrere Pistolen finden, kann Werner seinen Freund überzeugen, Meißner eine Abreibung zu verpassen. Während Gilbert die Sache mit Ruth Wagner relativ egal ist, erinnert er sich daran, dass Meißner ihm die Karriere als HJ-Führer verdarb. Dabei zeigt Wolzow keine Gnade und ist sogar bereit, Meißner umzubringen.
Als Holt beim Klassenprimus Peter Wiese zu Gast ist, spielt jener am Klavier für Holt. Er ist schöngeistig, jedoch zum Missfallen seiner Eltern schwächlich. Ihnen ist die Flak-Untauglichkeit ihres Sohnes überaus unangenehm. Bei Wieses lernt Holt auch Uta von Barnim kennen, eine etwa 20-jährige Schönheit, die im persönlichen Gespräch jedoch nicht die übliche Kriegsbegeisterung zeigt, sondern vielmehr Holts Vater, von dem Werner sich abwandte, als Person mit Charakter bezeichnet.
Bei der Flak-Ausbildung zeigt Wolzow gegenüber älteren Auszubildenden keinen Respekt. Der militärisch begeisterte Gilbert ist hauptsächlich an seiner Offizierslaufbahn interessiert und zeigt mehrfach, dass er keine Skrupel kennt, wenn er sie durch irgendjemanden gefährdet sieht.
Holt hingegen kommen immer mehr Zweifel an der Richtigkeit seiner Ideologie, vor allem durch Gespräche mit Marie Krüger, Uta von Barnim, Peter Wiese und Gertie Ziesche (eine mit einem SS-Mann verheiratete Tänzerin, deren Mann im Osten mit „völkisch minderwertigen“ Menschen zu tun hat). Letztere verführt Holt, nachdem sie sicher ist, dass er nicht vor seinen Stubenkameraden und somit ihrem Stiefsohn damit prahlt. Nachdem bei einem Angriff auf Holts Flakbatterie sein Klassenkamerad Fritz Zemtzki einen sinnlosen Tod gefunden hat, bemerkt Holt im Gespräch mit seinem Freund Sepp Gomulka, dass er nicht der Einzige mit Zweifeln ist.
Während eines Besuchs bei seinem Vater fragt Werner, warum der Vater sozial abgestiegen ist und warum der Professor nur noch Lebensmittelprüfer ist. Dieser eröffnet seinem Sohn, dass er sich nicht an Forschungen beteiligen wollte, die nun dafür sorgen, dass die SS inzwischen in den KZ hunderttausende Menschen umbringt. Werner kann – oder will – das nicht glauben.
Wieder in seiner Flak-Batterie muss er mit ansehen, wie bei einem weiteren Angriff Rutscher stirbt, ein weiterer Klassenkamerad. Bei einem Nachturlaub, den er mit Gertie Ziesche verbringt, erlebt er einen anglo-amerikanischen Luftangriff. Der Schutzkeller stürzt ein, über einen Durchbruch kann Holt sich, Gertie und ein Kleinkind retten. Durch brennende Straßenzüge gelangt die Gruppe in ein Lager. Ein Arzt kann nur noch den Tod des Kindes feststellen.
In einem längeren Teil der Rahmenhandlung werden russische Panzer angekündigt. Während Holt kritisch über seine Kriegserlebnisse nachdenkt, hat Wolzow keinen Zweifel, dass der Sieg noch möglich ist. Als während des Gefechts ein deutscher Soldat vor einem herannahenden russischen Panzer flüchtet, erschießt Wolzow ihn, ohne Gnade zu zeigen.
In einer erneuten Rückblende sind die Jungs auf Heimaturlaub. Dort lernt Werner das verschlossene Mädchen Gundula Thieß kennen, genannt Gundel. Sie ist Vollwaise und im Pflichtjahr bei einer kinderreichen Familie eines SS-Manns. Um Gundel zu helfen, von der unfreundlichen Gastfamilie loszukommen, spricht er mit Sepps Vater, dem Rechtsanwalt Gomulka, der jedoch auch nicht helfen kann. Unterdessen werden die Jungen zum RAD ins Protektorat einberufen. Kurz vor der Abfahrt in die Slowakei übergibt Holt Gundel einen Zettel mit der Anschrift seines Vaters und dem Hinweis, dass sie bei ihm Hilfe erwarten kann.
In der Slowakei lernt Holt die junge und hübsche Slowakin Milena kennen, die jegliche Annäherung jedoch sofort verweigert. Als sie aus Notwehr vor einer Vergewaltigung den Obervormann Schulze erschlägt, sollen sie und ihr Vater erschossen werden, nachdem sie verhört worden sind. Dem kommt ein Angriff auf die deutsche Stellung zuvor, und Werner verhilft den Gefangenen zur Flucht.
In einer slowakischen Sägemühle bringt die SS auf bestialische Weise Menschen um. Nach Abzug der SS wird das Gelände von der Kompanie besetzt. Sepp und Werner diskutieren auf einem Rundgang über das Gesehene, Moral und Kriegsrecht.
Als im Ausbildungslager der Jungen die Nachricht eintrifft, dass „der Russe“ in Schlesien die Reichsgrenzen überschritten habe und gen Breslau marschiert, werden Freiwillige für eine Panzerjagddivision gesucht. Wolzow hatte sich bereits gemeldet, dem schließt sich sofort Sepp Gomulka an. Christian Vetter, der sich zum Handlanger Wolzows entwickelt, ist ebenso dabei und nach einigem Nachdenken auch Werner Holt. Zusammen mit dem alkoholkranken Oberfeldwebel Burgkert und dem Gefreiten Horbeck als Fahrer macht sich die Gruppe ostwärts auf. Ihnen kommen unterwegs Flüchtlingstrecks entgegen, und auch in Breslau ist die Armeeführung mit einer Verlegung ins Hinterland beschäftigt. Nachdem Burgkert nicht zurückgekehrt ist, fährt die Gruppe unter Wolzows Leitung weiter zu einer Panzersperre. Dort eröffnet Sepp seinem Freund Werner, dass er überlaufen wird, und versucht ihn zum Mitkommen zu überzeugen. Als Wolzow die Gruppe mit der weißen Fahne aus dem Fahrzeug konfrontiert, kann Holt einen Schusswechsel nur knapp verhindern. Sepp Gomulka und der Gefreite fahren mit der weißen Fahne den Russen entgegen, während Holt bei Wolzow und Vetter an der Panzersperre bleibt.
An anderer Stelle im deutschen Hinterland – im Roman wird Bautzen als Lage angegeben – sind Werner und Peter Wiese miteinander im Gespräch. Wiese erzählt Holt, dass er nach dem Krieg Pianist werden möchte und nur diese Hoffnung ihm half, den Kriegsdienst durchzuhalten. Wenig später kommt eine Gruppe KZ-Häftlinge auf einem Todesmarsch durch die Stellung. Ein zusammengebrochener Häftling wird von einem SS-Mann gnadenlos erschossen, woraufhin Peter Wiese unbeholfen diesen SS-Mann angeht und ebenfalls erschossen wird.
Rückkehr zur Rahmenhandlung: Wolzows Kompanie hat noch etwa 50 Mann, die Wolzow gegen die anrückende Rote Armee zu einem letzten Kampf führen möchte. In der Kampfpause zwischen zwei Angriffen der Roten Armee kommt Werner Holt endlich zur Besinnung und stellt sein Leben vom Kopf auf die Füße. Er blickt auf sein Leben (die Rückblenden) zurück und ordnet alle Gedanken und Erlebnisse neu. Endlich versteht er, dass es nicht das Schicksal ist, das sein Leben lenkt, sondern es sind Menschen wie Wolzow, die ihn zum Verbrecher machten und ihn nun in den Tod schicken wollen. Er erkennt die Sinnlosigkeit des Kampfes und das nur er selbst sein Leben ändern kann.
In dieser Situation greift Holt zur Waffe, richtet sie auf Wolzow und befiehlt Unteroffizier Winkler, mit der Truppe abzuhauen und am besten gleich in Gefangenschaft zu gehen. Wolzow entgegnet nur: „Das ist Verrat! Die Truppe ist noch gut für 24 Stunden Häuserkampf!“ Er hegt am Führerbefehl Kampf bis zum letzten Mann keinen Zweifel.
Holt läuft durch die Trümmer, als Christian Vetter ihn einholt und berichtet, dass die in der Nähe befindlichen SS-Männer unter Leitung Meißners Wolzow festgenommen haben und hängen wollen und dass sie nach Holt suchen. Vor seinem geistigen Auge sieht Holt noch einmal Gundel am Tor des Bahnhofs ihm „Komm wieder Werner!“ zurufen, was ihm zum Entschluss veranlasst, nicht vor der SS zu flüchten, sondern sich ihr entgegenzustellen. Während Gilbert Wolzow an einer Laterne aufgeknüpft wird, lädt Holt aus einem Versteck ein Maschinengewehr und erschießt die SS-Männer, wobei auch Meißner getötet wird.

## Hintergrund

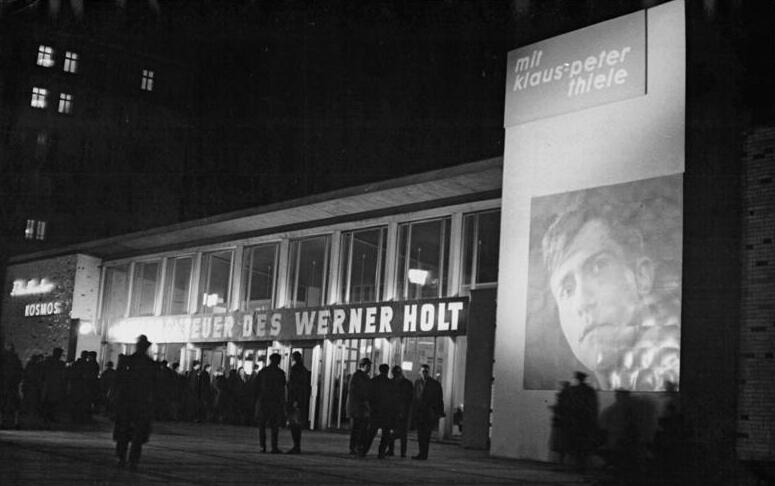
Premiere des Films am 4. Februar 1965 im Berliner Kino Kosmos

Die Premiere des Films erfolgte am 4. Februar 1965 im Berliner Kino Kosmos, dem Premierenkino der DDR. In der Bundesrepublik wurde der Film am 6. September 1966 veröffentlicht.
Die Kampfszenen der Rahmenhandlung wurden 1964 im geräumten Dorf Tränke auf dem Truppenübungsplatz Nochten gedreht. Dabei wurden die Gebäude des Dorfes zerstört. Weitere Szenen entstanden im Harz, unter anderem am Bahnhof Quedlinburg und in Altenbrak, das als Drehort für die slowakische Sägemühle diente. Die Szenen der Grundausbildung nach der Einberufung zur Wehrmacht mit Unteroffizier Revetcki (Rolf Römer) als Ausbilder am Maschinengewehr 34 wurden in der damaligen Kaserne der Deutschen Volkspolizei „Hans Marchwitza“ in Potsdam-Eiche aufgenommen, heute Sitz des Präsidiums der Polizei des Landes Brandenburg.
Trotz der über zweieinhalb Stunden Länge werden verschiedene Kapitel des Romans, die die Handlung nicht weiter voranbringen, verkürzt oder zusammengefasst dargestellt oder weggelassen. Dies führt dazu, dass mehrere wichtige Personen des Romans im Film gar nicht und andere ohne Namensnennung oder wie im Fall des Wachtmeisters Gottesknecht nur mit indirekter Namensnennung vorkommen.
Ebenfalls anders als im Roman kämpft die Gruppe am Ende nicht gegen heranrückende Amerikaner, sondern gegen die Rote Armee. Dadurch gerät Holt am Ende des Films nicht in amerikanische Kriegsgefangenschaft.

## Kritik und Rezeption
„Mit langen Rückblenden und symbolischen Bildmotiven operierende Romanverfilmung, die Erschütterung hervorruft und eindringlich vor falschen Idealen warnt.“

„Dies ist einer der wenigen DDR-Filme, die auch in der Bundesrepublik ein guter Publikumserfolg wurden. Der Grund dafür mag sein, daß trotz gegenteiliger Ansprüche und Absichten die im Titel beschworenen Abenteuer eindeutig im Vordergrund stehen. Abscheu vor dem Krieg, Einsichten in den Mechanismus des NS-Staates werden zwar beschworen; in der Wirkung aber überwiegt die handlungsreiche, spannende Darstellung des Krieges.“

„Obwohl nicht alle Figuren und Episoden des Film geglückt sind, fesselt er doch durch seine ungewöhnliche erzählerische Struktur, die eine große Menge disparaten Materials, verschiedenster Eindrücke und Erinnerungen in den Rahmen einer einzigen großen Rückblende stellt …“

Das Werk entwickelte sich entgegen der Absichten von Dieter Noll und Joachim Kunert in Teilen der rechtsextremen Szene zum Kultfilm.

## Filmzitate
- „Schlägt’s dich in Scherben, ich steh für zwei, und gehts ans Sterben, ich bin dabei!“ (Gilbert Wolzow)
- „Ich wünschte, ich wär ein Fanatiker. Das Nachdenken und Grübeln, das macht mich fertig.“ (Werner Holt)
- „Zwei alte Krieger wie uns, die trennt nur der Tod.“ (Gilbert Wolzow)
- „Leute, genießt den Krieg, der Frieden wird furchtbar sein.“ (Christian Vetter)
- „Wenn aus Prinzip was Sinnloses geschieht, dann ist das Prinzip falsch.“ (Sepp Gomulka)